# Lucina Gil
Isabel Lucina Gil Márquez, conocida como Lucina Gil (Sevilla, 30 de junio de 1967), trabaja como actriz en cine, teatro y televisión. Desde 2003 alterna sus trabajos actorales con la dirección cinematográfica y la docencia.

## Biografía
Nacida en Sevilla en 1967, se licencia en Arte Dramático en el Instituto del Teatro de esta ciudad. Posteriormente, obtiene la diplomatura en Guion y Dirección de Cine en el NIC (Núcleo de Investigaciones Cinematográficas), en Madrid, y se licencia en Filología Hispánica por la UNED.
Como formación complementaria, realiza cursos de actuación a cargo de Carlos Gandolfo, John Strasberg, Augusto Fernandes, Mariano Barroso, Juan Carlos Corazza y Pablo Messiez; de canto en la escuela de Gipsy T, en Buenos Aires; y de flamenco en las academias de Enrique el Cojo y Manolo Marín en Sevilla.
Desde 1987, trabaja como actriz en cine, teatro y televisión. Y, desde 2003, alterna esta labor con la dirección cinematográfica, tarea en la que obtuvo en 2008 el Premio Goya al mejor cortometraje documental por El hombre feliz.

## Teatro
| Año  | Obra                                                         | Autoría           | Dirección             | Teatro                            |
| ---- | ------------------------------------------------------------ | ----------------- | --------------------- | --------------------------------- |
| 1989 | Cuentos para la hora de acostarse                            | Sean O'Casey      | Pedro Álvarez-Ossorio | Sevilla                           |
| 1990 | La reina andaluza, versión musical de La estrella de Sevilla | Lope de Vega      | Carlos Gandolfo       | Centro Andaluz de Teatro          |
| 1992 | El programa de televisión                                    | Michael Vinater   | Consuelo Trujillo     | Instituto Francés. Madrid         |
| 1995 | Una cuestión de azar                                         | Jesús Cracio      | Jesús Cracio          | Centro Andaluz de Teatro          |
| 1999 | Comida                                                       | Martin Valdhuizer | Natalia Menéndez      | Círculo de Bellas Artes de Madrid |
| 2000 | Extraña visita                                               | Adolfo Marsillach | Natalia Menéndez      | Círculo de Bellas Artes de Madrid |
| 2015 | Cómo ser Woody Allen                                         | Alejandro Feijóo  | Diego Bergier         | Estudio Teatro Madrid             |
| 2019 | Puntos suspensivos                                           | Esther Santos     | Esther Santos         | Teatro Lara. Madrid               |
| 2023 | Diario vivo                                                  | François Musseau  | François Musseau      | Cine Coliseum. Madrid             |

## Cine
| Año  | Película                                              | Personaje      | Director                                            |
| ---- | ----------------------------------------------------- | -------------- | --------------------------------------------------- |
| 1989 | El infierno prometido                                 | La sirena      | Juan Manuel Chumilla-Carbajosa                      |
| 1990 | Shooting Elizabeth                                    | Cristina       | Baz Taylor                                          |
| 1996 | Entre rojas                                           | Nuria          | Azucena Rodríguez                                   |
| 1997 | Perdona bonita, pero Lucas me quería a mí             | Clara          | Félix Sabroso y Dunia Ayaso                         |
| 1997 | Amores que matan                                      | María          | Juan Manuel Chumilla-Carbajosa                      |
| 2001 | Noche de Reyes                                        | Diana          | Miguel Bardem                                       |
| 2001 | Don Quixote                                           | Lady in White  | Peter Yates                                         |
| 2002 | Un año en la luna                                     | Prestamista    | Antonio Gárate                                      |
| 2003 | Incautos                                              |                | Miguel Bardem                                       |
| 2003 | Quién puede matar a un niño                           |                | Escola de Cinema i Audiovisuals de Cataluña (ESCAC) |
| 2003 | El viaje de Carol                                     | Dolores        | Imanol Uribe                                        |
| 2004 | Reinas                                                | Mónica         | Manuel Gómez Pereira                                |
| 2005 | Conejo al ajillo, peruana y desolación (cortometraje) | Jefa           | Pablo Valiente                                      |
| 2005 | Invulnerable (cortometraje)                           | Doctora        | Álvaro Pastor                                       |
| 2007 | La carta esférica                                     | Rocío Gamboa   | Imanol Uribe                                        |
| 2008 | Imaginario                                            | Amiga          | Pablo Cantos                                        |
| 2011 | El secreto del circo (cortometraje)                   | Madre de Elena | Leyla Daruis, ECAM                                  |
| 2013 | La limpiadora                                         |                | Carlos Rubio Recio                                  |
| 2014 | Ángeles rotos (cortometraje)                          | María          | Lia Chapman                                         |

## Televisión
| Año  | Título                         | Personaje        | Canal                     |
| ---- | ------------------------------ | ---------------- | ------------------------- |
| 1987 | Turno de oficio                | Delia Aguado     | TVE 1                     |
| 1991 | Buenos Aires, háblame de amor  | Inés             | ATC                       |
| 1992 | Compuesta y sin novio          |                  | Antena 3                  |
| 1995 | Vidas cruzadas                 |                  | Autonómicas               |
| 1995 | La Regenta                     | Teresina         | TVE 1                     |
| 1997 | Andalucía, cien años de pasión | Berta            | Canal Sur                 |
| 1998 | Plaza Alta                     | Clara Montesinos | Canal Sur y TVN 4 Noruega |
| 1998 | Todos los hombres sois iguales |                  | Tele 5                    |
| 1999 | Robles, investigador           |                  | TVE 1                     |
| 2003 | Periodistas                    | Amparo           | Tele 5                    |
| 2003 | Asalto informático             |                  | Canal Sur                 |
| 2004 | Ana y los siete                |                  | TVE 1                     |
| 2004 | El comisario                   | Nati             | Tele 5                    |
| 2005 | Al filo de la ley              |                  | TVE 1                     |
| 2006 | Fuera de control               | Fina             | TVE1                      |
| 2007 | Hospital Central               | Raquel Martínez  | Tele 5                    |
| 2008 | El internado                   | Madre de Evelyn  | Antena 3                  |
| 2008 | Hermanos y detectives          |                  | Tele 5                    |
| 2009 | Punta Escarlata                | Teresa           | Cuatro                    |
| 2012 | Sofía                          | Doña María       | Antena 3                  |

## Dirección
| Año  | Obra                      | Premios |
| ---- | ------------------------- | --- |
| 2003 | Cóctel                    | Premio al Mejor corto de ficción en el Festival de Cine de La Laguna, Tenerife, y Premio al Mejor proyecto en cine de la Diputación de Málaga. |
| 2004 | Entre voces               | Premio al Segundo mejor documental en el Maratón SGAE 2005. |
| 2007 | Las veredas               | Documental seleccionado en el Festival Internacional de Cine de Florencia. |
| 2008 | El hombre feliz           | Ganador del Goya 2008 al Mejor Cortometraje Documental, Seleccionado en el Festival Internacional de Cortometrajes de Clermont Ferrand 2008 y Premio al Mejor Cortometraje en numerosos festivales nacionales e internacionales. |
| 2011 | Los amores difíciles      | Primer largometraje español financiado mediante micromecenazgo a través de Partizipa.com Premiado como Mejor Documental en varios festivales nacionales e internacionales: Alcances (Cádiz), ASECAN, Alcine, Houston, Puerto Rico… Sección oficial en Documenta Madrid, London International Film Festival, Visual Cine Novísimo, Miradas Doc… |
| 2021 | ¿Quién es Ingrid Bergman? | Sección oficial en el Festival de Cine Documental Alcances de Cádiz 2021. |
| 2021 | Go West                   | En fase de distribución. |